# Philadelphia Union 2022
Questa voce raccoglie le informazioni riguardanti il Philadelphia Union nelle competizioni ufficiali della stagione 2022.

## Maglie e sponsor
Lo sponsor tecnico è Adidas e il main sponsor Grupo Bimbo.
| Casa | Trasferta |

## Organigramma societario

### Staff tecnico
Di seguito lo staff tecnico del Philadelphia Union aggiornato al 18 gennaio 2022.
- Ernst Tanner - Direttore sportivo
- Jim Curtin - Allenatore
- Dave McKay - Allenatore in seconda
- Ryan Richter - Allenatore in seconda
- Frank Leicht - Allenatore in seconda
- Phil Wheddon - Allenatore dei portieri

## Rosa
| N. |                        | Ruolo | Calciatore                  |
| -- | ---------------------- | ----- | --------------------------- |
| 1  | Stati Uniti (bandiera) | P     | Matt Freese                 |
| 3  | Inghilterra (bandiera) | D     | Jack Elliott                |
| 4  | Scozia (bandiera)      | D     | Stuart Findlay              |
| 5  | Norvegia (bandiera)    | D     | Jakob Glesnes               |
| 6  | Ungheria (bandiera)    | C     | Dániel Gazdag               |
| 7  | Danimarca (bandiera)   | A     | Mikael Uhre                 |
| 8  | Venezuela (bandiera)   | C     | José Martínez               |
| 9  | Argentina (bandiera)   | A     | Julián Carranza             |
| 11 | Stati Uniti (bandiera) | C     | Alejandro Bedoya (capitano) |
| 12 | Stati Uniti (bandiera) | P     | Joe Bendik                  |
| 13 | Stati Uniti (bandiera) | C     | Cole Turner                 |
| 15 | Camerun (bandiera)     | D     | Olivier Mbaizo              |

| N. |                        | Ruolo | Calciatore      |
| -- | ---------------------- | ----- | --------------- |
| 16 | Stati Uniti (bandiera) | C     | Jack McGlynn    |
| 17 | Brasile (bandiera)     | A     | Sergio Santos   |
| 18 | Giamaica (bandiera)    | P     | Andre Blake     |
| 19 | Giamaica (bandiera)    | A     | Cory Burke      |
| 20 | Venezuela (bandiera)   | C     | Jesús Bueno     |
| 24 | Stati Uniti (bandiera) | D     | Anton Sorenson  |
| 26 | Stati Uniti (bandiera) | D     | Nathan Harriel  |
| 27 | Germania (bandiera)    | D     | Kai Wagner      |
| 30 | Stati Uniti (bandiera) | C     | Paxten Aaronson |
| 31 | Stati Uniti (bandiera) | C     | Leon Flach      |
| 33 | Stati Uniti (bandiera) | C     | Quinn Sullivan  |
|    | Slovacchia (bandiera)  | C     | Matej Oravec    |

## Calciomercato

### Sessione invernale
| Acquisti | Acquisti        | Acquisti              | Acquisti   |
| R.       | Nome            | da                    | Modalità   |
| -------- | --------------- | --------------------- | ---------- |
| D        | Anton Sorenson  | Philadelphia Union II | definitivo |
| A        | Julián Carranza | Inter Miami           | prestito   |
| A        | Mikael Uhre     | Brøndby               | definitivo |

| Cessioni | Cessioni         | Cessioni         | Cessioni      |
| R.       | Nome             | a                | Modalità      |
| -------- | ---------------- | ---------------- | ------------- |
| D        | Matej Oravec     | Podbrezová       | prestito      |
| D        | Alvas Powell     |                  | svincolato    |
| D        | Matthew Real     |                  | svincolato    |
| D        | Aurélien Collin  |                  | svincolato    |
| C        | Anthony Fontana  |                  | svincolato    |
| C        | Ilsinho          |                  | svincolato    |
| C        | Matheus Davó     | Corinthians      | fine prestito |
| A        | Jamiro Monteiro  | S.J. Earthquakes | definitivo    |
| A        | Kacper Przybyłko | Chicago Fire     | definitivo    |

### A stagione in corso
| Acquisti | Acquisti        | Acquisti     | Acquisti   |
| R.       | Nome            | da           | Modalità   |
| -------- | --------------- | ------------ | ---------- |
| C        | Richard Odada   | Stella Rossa | definitivo |
| A        | Chris Donovan   |              | definitivo |
| A        | Julián Carranza | Inter Miami  | definitivo |

| Cessioni | Cessioni       | Cessioni      | Cessioni   |
| R.       | Nome           | a             | Modalità   |
| -------- | -------------- | ------------- | ---------- |
| D        | Stuart Findlay | Oxford Utd    | definitivo |
| D        | Matej Oravec   | Podbrezová    | definitivo |
| C        | Jack de Vries  | Venezia       | definitivo |
| C        | Sérgio Santos  | FC Cincinnati | definitivo |

## Risultati

### MLS
La MLS non adotta il sistema a due gironi, uno di andata e uno di ritorno, tipico in Europa per i campionati di calcio, ma un calendario di tipo sbilanciato. Nel 2022 il Philadelphia Union disputa due gare (andata e ritorno) contro sette squadre della propria conference, tre gare contro le altre sei squadre della propria conference, più due gare con altrettante squadre della Western conference.
| Arbitro: | R. Vazquez |

|           |           |         |
| Burke 35’ | Marcatori | 23’ Lod |

| Arbitro: | D. Fischer |

|                 |           |                       |
| Lappalainen 32’ | Marcatori | 53’ Bedoya 56’ Gazdag |

| Arbitro: | V. Rivas |

|                             |           |  |
| Burke 23’ Gazdag 58’ (rig.) | Marcatori |  |

| Arbitro: | T. Unkel |

|  |           |                       |
|  | Marcatori | 12’ Bedoya 33’ Gazdag |

| Arbitro: | T. Ford |

|                               |           |  |
| Gazdag 4’ Julián Carranza 46’ | Marcatori |  |

| Arbitro: | A. Villarreal |

|                |           |  |
| Room 2’ (aut.) | Marcatori |  |

| Arbitro: | A. Chilowicz |

|                         |           |              |
| Jiménez 39’ Pozuelo 51’ | Marcatori | 34’ Carranza |

| Arbitro: | L. Szpala |

|                     |           |            |
| Carranza 21’ (rig.) | Marcatori | 59’ Kamara |

| Arbitro: | C. Penso |

|                 |           |          |
| Leal 85’ (rig.) | Marcatori | 66’ Uhre |

| Arbitro: | D. Marruffo |

|                       |           |                        |
| Opoku 56’ Escobar 82’ | Marcatori | 9’ Gazdag 67’ Carranza |

| Arbitro: | R. Vazquez |

|            |           |               |
| Gazdag 47’ | Marcatori | 66’ Luquinhas |

| Filadelfia 19 maggio 2022 12ª giornata | Philadelphia Union | 0 – 0 referto | Inter Miami | Subaru Park (15 747 spett.)\| Arbitro: \| F. Bazakos \| |
| Arbitro:                               | F. Bazakos         |               |             |                                                         |

| Arbitro: | A. Chapman |

|  |           |                             |
|  | Marcatori | 5’ Gazdag 48’ Sergio Santos |

| Arbitro: | J. Freemon |

|         |           |                 |
| Bou 75’ | Marcatori | 77’ (rig.) Uhre |

| Arbitro: | T. Ford |

|            |           |             |
| Bedoya 17’ | Marcatori | 39’ Vázquez |

| Arbitro: | A. Villarreal |

|                     |           |                        |
| Uhre 9’ Burke 90+6’ | Marcatori | 89’ (rig.) Castellanos |

| Arbitro: | M. Badchuk |

|             |           |  |
| Navarro 68’ | Marcatori |  |

| Columbus 4 luglio 2022 18ª giornata | Columbus Crew | 0 – 0 referto | Philadelphia Union | Lower.com Field (20 649 spett.)\| Arbitro: \| N. Saghafi \| |
| Arbitro:                            | N. Saghafi    |               |                    |                                                             |

| Arbitro: | T. Unkel |

|                                                       |           |  |
| Bedoya 9’, 37’ Carranza 22’, 25’, 72’ Uhre 45+2’, 59’ | Marcatori |  |

| Arbitro: | M. de Oliveira |

|             |           |                      |
| Higuaín 82’ | Marcatori | 26’ Gazdag 66’ Burke |

| Arbitro: | R. Vazquez |

|                            |           |         |
| Uhre 75’ Gazdag 77’ (rig.) | Marcatori | 61’ Bou |

| Arbitro: | A. Chilowicz |

|  |           |            |
|  | Marcatori | 39’ Gazdag |

| Arbitro: | K. Scott |

|                                                                  |           |  |
| Gazdag 23’ McGlynn 42’ Uhre 45+1’, 48’ Carranza 55’ Sullivan 89’ | Marcatori |  |

| Arbitro: | D. Fischer |

|                                     |           |              |
| Vázquez 50’ Brenner 55’ Barreal 71’ | Marcatori | 77’ Aaronson |

| Arbitro: | I. Elfath |

|                                               |           |  |
| Gazdag 16’ Elliott 37’ Carranza 53’ Burke 82’ | Marcatori |  |

| Arbitro: | N. Saghafi |

|              |           |  |
| Ferreira 34’ | Marcatori |  |

| Arbitro: | T. Unkel |

|  |           |                                                        |
|  | Marcatori | 37’ Uhre 45+4’ Gazdag 47’, 70’, 74’ Carranza 79’ Burke |

| Arbitro: | A. Chapman |

|                                                              |           |  |
| Gazdag 9’, 20’, 83’ Carranza 30’ (rig.) Burke 87’ Real 90+1’ | Marcatori |  |

| Arbitro: | L. Szpala |

|                                                  |           |            |
| Carranza 18’ Uhre 45+3’ Gazdag 67’ Harriel 90+5’ | Marcatori | 24’ Gutman |

| Arbitro: | T. Ford |

|  |           |                     |
|  | Marcatori | 48’ Uhre 74’ Gazdag |

| Arbitro: | A. Villarreal |

|                                                                            |           |           |
| João Moutinho 39’ (aut.) Uhre 43’ Gazdag 55’ (rig.) Bedoya 63’ Elliott 87’ | Marcatori | 75’ Perea |

| Atlanta 17 settembre 2022 32ª giornata | Atlanta United | 0 – 0 referto | Philadelphia Union | Mercedes-Benz Stadium (42 251 spett.)\| Arbitro: \| G. Gonzales \| |
| Arbitro:                               | G. Gonzales    |               |                    |                                                                    |

| Arbitro: | J. Freemon |

|                           |           |  |
| Ríos 24’, 54’, 72’, 90+1’ | Marcatori |  |

| Arbitro: | L. Szpala |

|                              |           |  |
| Gazdag 4’, 60’, 63’ Uhre 63’ | Marcatori |  |

#### Playoff
| Arbitro: | Timothy Ford |

|           |           |  |
| Flach 59’ | Marcatori |  |

| Arbitro: | Allen Chapman |

|                                   |           |             |
| Carranza 65’ Gazdag 67’ Burke 76’ | Marcatori | 57’ Morález |

| Arbitro: | Ismail Elfath |

|                                    |                      |                                |
| Acosta 28’ Murillo 83’ Bale 120+8’ | Marcatori            | 59’ Gazdag 85’, 120+4’ Elliott |
| Tello Bouanga Hollingshead Sánchez | Tiri di rigore 3 – 0 | Gazdag Martínez Wagner         |

### U.S. Open
| Arbitro: | E. Osmanovic |

|                    |           |             |
| Kara 54’ Perea 57’ | Marcatori | 77’ Findlay |

## Statistiche

### Statistiche di squadra
| Competizione        | Punti | In casa | In casa | In casa | In casa | In casa | In casa | In trasferta | In trasferta | In trasferta | In trasferta | In trasferta | In trasferta | Totale | Totale | Totale | Totale | Totale | Totale | DR  |
| Competizione        | Punti | G       | V       | N       | P       | Gf      | Gs      | G            | V            | N            | P            | Gf           | Gs           | G      | V      | N      | P      | Gf     | Gs     | DR  |
| ------------------- | ----- | ------- | ------- | ------- | ------- | ------- | ------- | ------------ | ------------ | ------------ | ------------ | ------------ | ------------ | ------ | ------ | ------ | ------ | ------ | ------ | --- |
| Major League Soccer | 67    | 17      | 12      | 5       | 0       | 49      | 9       | 17           | 7            | 5            | 5            | 23           | 17           | 34     | 19     | 10     | 5      | 72     | 26     | +46 |
| Play-off            | -     | 2       | 2       | 0       | 0       | 4       | 1       | 1            | 0            | 1            | 0            | 3            | 3            | 3      | 2      | 1      | 0      | 7      | 4      | +3  |
| U.S. Open Cup       | -     | -       | -       | -       | -       | -       | -       | 1            | 0            | 0            | 1            | 1            | 2            | 1      | 0      | 0      | 1      | 1      | 2      | -2  |
| Totale              |       | 19      | 14      | 5       | 0       | 53      | 10      | 19           | 7            | 6            | 6            | 27           | 22           | 38     | 21     | 11     | 6      | 80     | 32     | +48 |